# Гетая
Гетая (рум. Gătaia) — місто у повіті Тіміш в Румунії. Адміністративно місту підпорядковані такі села (дані про населення за 2002 рік):
- Бутін (436 осіб)
- Перкосова (296 осіб)
- Скулія (754 особи)
- Шемлаку-Маре (398 осіб)
- Шемлаку-Мік (198 осіб)

Місто розташоване на відстані 383 км на захід від Бухареста, 39 км на південний схід від Тімішоари.

## Населення
За даними перепису населення 2002 року у місті проживали 8103 особи.
Національний склад населення міста:
| Національність   | Кількість осіб | Відсоток |
| ---------------- | -------------- | -------- |
| румуни           | 6291           | 77,6%    |
| угорці           | 956            | 11,8%    |
| словаки          | 441            | 5,4%     |
| німці            | 124            | 1,5%     |
| серби            | 112            | 1,4%     |
| цигани           | 108            | 1,3%     |
| українці         | 48             | 0,6%     |
| чехи             | 12             | 0,1%     |
| хорвати          | 5              | 0,1%     |
| росіяни-липовани | 2              | < 0,1%   |
| болгари          | 1              | < 0,1%   |
| євреї            | 1              | < 0,1%   |

Рідною мовою назвали:
| Мова             | Кількість осіб | Відсоток |
| ---------------- | -------------- | -------- |
| румунська        | 6348           | 78,3%    |
| угорська         | 945            | 11,7%    |
| словацька        | 439            | 5,4%     |
| сербська         | 112            | 1,4%     |
| циганська        | 101            | 1,2%     |
| німецька         | 91             | 1,1%     |
| українська       | 47             | 0,6%     |
| чеська           | 11             | 0,1%     |
| болгарська       | 3              | < 0,1%   |
| хорватська       | 2              | < 0,1%   |
| російська        | 1              | < 0,1%   |
| єврейська (їдиш) | 1              | < 0,1%   |

Склад населення міста за віросповіданням:
| Релігія                                       | Кількість осіб | Відсоток |
| --------------------------------------------- | -------------- | -------- |
| православні                                   | 5722           | 70,6%    |
| римо-католики                                 | 1368           | 16,9%    |
| п'ятдесятники                                 | 561            | 6,9%     |
| реформати                                     | 146            | 1,8%     |
| адвентисти                                    | 70             | 0,9%     |
| баптисти                                      | 62             | 0,8%     |
| лютерани (Синодально-пресвітеріанська церква) | 57             | 0,7%     |
| лютерани                                      | 36             | 0,4%     |
| лютерани (Аугсбурзького сповідання)           | 24             | 0,3%     |
| греко-католики                                | 15             | 0,2%     |
| не релігійні                                  | 9              | 0,1%     |
| бретрени                                      | 5              | 0,1%     |
| старообрядці                                  | 3              | < 0,1%   |
| унітарії                                      | 2              | < 0,1%   |
| юдеї                                          | 2              | < 0,1%   |
| атеїсти                                       | 2              | < 0,1%   |
| не вказали релігію                            | 5              | 0,1%     |

## Зовнішні посилання
- Дані про місто Гетая на сайті Ghidul Primăriilor [Архівовано 31 серпня 2009 у Wayback Machine.]